# Breckenridge, Missouri
Breckenridge är en ort i Caldwell County i Missouri. Vid 2010 års folkräkning hade Breckenridge 383 invånare.
Orten har fått sitt namn efter politikern John Cabell Breckinridge år 1856. Han var en av de ledande demokraterna och blev USA:s vicepresident kort därefter.